# 梁時楹
梁時楹為中國清朝武官官員，本籍陝西。梁時楹於1743年（乾隆8年）奉旨接替江化龍，於台灣地區擔任台灣北路協副將。而隸屬台灣鎮之下的此官職是台灣清治時期中的這階段，台南以北之台灣中南部及北部的駐地最高武官將領。
| 前任： 江化龍 | 台灣北路協副將 1743年上任 | 繼任： 馬龍圖 |